# 함께 행복
《함께 행복》(타갈로그어: Inday Will Always Love You)는 2018년 방영된 필리핀의 드라마이다.